# Raión de Borisov
Borísov (en bielorruso: Барысаўскі раён) es un raión o distrito de Bielorrusia, en la provincia (óblast) de Minsk. Comprende una superficie de 2987 km². El centro administrativo es la ciudad de Barísov.

## Demografía
Según estimación 2010, contaba con una población total de 188 142 habitantes.

## Subdivisiones
Comprende la ciudad subdistrital de Borísov (la capital) y los siguientes doce consejos rurales:
- Vesialova
- Vialiátsichy
- Hlivin
- Zembin
- Íkany
- Lóshnitsa
- Maiséyeushchyna
- Nóvaya Miotcha
- Mstsizh
- Nemanitsa
- Perasady
- Prýharadny (con capital en Starabarysau)